# Robert Kardashian
Robert George Kardashian (22. februar 1944 - 30. september 2003) var en amerikansk advokat og forretningsmand. Han fik national anerkendelse som O.J. Simpsons ven og en af forsvarerne i Simpsons mordsag i 1995.

## Privatliv
Kardashian blev født i Los Angeles, Californien, søn af armenske-amerikanske forældre Helen (født Arakelian) og Arthur Kardashian.
Han har også en bror og en søster. Hans oldeforældre, Sam og Harom Kardaschoff, var etniske armenske Molokaner indvandrere fra Karakale, Kars, russiske imperium (nu Tyrkiet).
Deres søn Tatos ændrede sit navn til Tom, startede en virksomhed i renovationsbranchen i Los Angeles og blev gift med Hamas Shakarian.
Vokser op i Baldwin Hills område i Los Angeles, Kardashian deltog Dorsey High School og University of Southern California, hvorfra han dimitterede i 1966 med en bachelorgrad i business administration.
Han tjente derefter en jurist fra universitetet i San Diego School of Law og praktiseres i omkring et årti; efter det, gik han ind i erhvervslivet.
I 1973 var han en af medstifterne af handelen publikation Radio & Records, som han og hans partnere sælges til en stor fortjeneste i 1979.
Han havde fire børn med sin første kone, Kris Jenner (født Houghton): Kourtney, Kim, Khloé, Robert,. Alle fire har opnået berømmelse efter hans død, hovedsagelig gennem E! kabelnet reality tv-show, Keeping Up with the Kardashians og relaterede programmer.
Efter skilsmissen fra Houghton i 1991 var han i en periode forlovet med Denice Shakarian Halicki, enke efter filmproducent HB Halicki. Parret blev aldrig gift.
Han blev senere gift med Jan Ashley i 1998. Dette ægteskab endte også i skilsmisse.
Han giftede sig med Ellen Pierson (født Markowitz) seks uger før han døde.